# Synanthedon pyrodisca
Synanthedon pyrodisca is een vlinder uit de familie wespvlinders (Sesiidae), onderfamilie Sesiinae.
Synanthedon pyrodisca is voor het eerst wetenschappelijk beschreven door Hampson in 1910. De soort komt voor in het Oriëntaals gebied.